# 吴亚楠 (学者)
吴亚楠（1984年6月—），中华人民共和国哲学学者，主要研究领域为宋明理学。2022年12月失联。

## 生平
吴亚楠毕业于山东大学（2007）、中国人民大学（2014），获哲学博士学位。
毕业后入南开大学哲学院工作，失联前任副教授。

## 失联
自由亚洲电台报道，白纸运动期间，吴亚楠曾在朋友圈发贴表示，“学校，是不是应当保护同学们的？！……谁给你的权利，让你禁止我们发出真理的声音？！” 之后被以核酸检测为由带往精神病院天津圣安医院。

## 著作
- 《张栻的察养工夫及其意义》，《中国哲学史》，2019年第3期
- 《从重“欲”到“无为而治”——张栻理欲观的三个层次》，《孔子研究》，2019年第4期
- 《朱熹哲学中“自然”概念的内涵和角色》，《现代哲学》，2019年第4期